# Pico de la Dona
El Pic de la Dona (Pico de la mujer) es una montaña de 2702 metros de altitud situada entre el Ripollés y el Conflent. 

## Rutas
Una de las rutas existentes parte de Vallter 2000, a través del Coll del Mentet.